# LINE:ディズニー ツムツム
『LINE:ディズニー ツムツム』（LINE Disney TSUM TSUM）は、NHN PlayArt株式会社が開発し、LINEが提供している基本プレイ無料のスマートフォン向けゲーム・アプリケーション、LINE GAMEの一つである。2014年1月29日サービス開始。通称「ツムツム」。

## 概要
ディズニーストアで販売されている、ディズニーキャラクターがデフォルメされたぬいぐるみ「ツム」を消すパズルゲームである。
オープニングバンクはポリゴン・ピクチュアズが制作。
サービス開始からわずか4日で100万ダウンロードを突破し、開始から14日で400万ダウンロードを突破した。日経トレンディ「2014年ヒット商品ベスト30」で7位、スカパー!調べ「今年一年、最も感動したゲームアプリ」で総合1位を獲得するなど、空前の大ヒットとなった。2015年8月に国内3000万ダウンロードを記録、2024年3月に全世界累計1億ダウンロードを突破した。
好評を受け、2014年12月には、本作のショートアニメがディズニー・チャンネルで放映され、2015年3月にはDlifeやYouTube上でも公開された。
2015年3月18日よりアーケード版『ディズニー ツムツム』も稼働開始。詳細は後述。
2017年10月31日には、本作の派生作品としてコロプラが開発した『ディズニー ツムツムランド』が配信された。
2019年10月10日には、様々なパーティーゲームを収録したNintendo Switch用ソフト『ディズニー ツムツム フェスティバル』がバンダイナムコエンターテインメントより発売された。
その後、マーベル・スタジオやルーカスフィルム、さらに20世紀スタジオが相次いでウォルト・ディズニー・カンパニー傘下になったことにより、『スター・ウォーズ』や『インディ・ジョーンズ』、『マーベル・コミック』のキャラクターに加えて『タイタニック』や『アバター』といった「20世紀フォックス映画」時代からのキャラクターが散発的にディズニー版に登場するようになった。

## 基本ルール
制限時間1分間で、同じ種類のツムを3つ以上繋いで消していく。ツムを消すと消したツムと同数のツムが画面上部から落下して補充される。
プレイ中に登場するツムは予めセットしたマイツムとランダムに選ばれたツム4種類の計5種類となる。ツムを１個消すごとに加算される基本スコアは各ツムやそのレベル（ツムレベル、スコアレベルなどと呼ばれる）によって変動する。ツムを長く繋ぐほどツム１個毎のスコアが上がり、また、連続して受付時間内に消していくとコンボとなり、より多くのスコアがどんどん加算されていく。4つ以上繋げるとアイテムを購入するときに必要な”コイン”がゲーム最中に発生する。

### プレイヤーレベル
ゲーム画面左上の星マークの中の数字は、プレイヤーレベルを表している。プレイ終了時に経験値がもらえ、ゲージがどんどんたまっていく。ゲージがたまり100%になるとレベルアップし、ルビーが貰えたり、ハートが全回復したりする。またレベルを上げていくと「レベルボーナス」がつき、レベルに応じて最終スコアの1.5～31.9%かが加算される。

### ボム・マジカルボム
7チェーン以上（アイテム使用時は6チェーン以上）繋いで消すと、キラキラ光る丸いものが出現する。これは「ボム」であり、それをタップして消すと周りのツムが消える。また、ツムを9チェーン以上繋いで消すことで特殊効果がついたマジカルボムが出現することもある。また、ツムの中にはスキルを発動することで意図的にボムを出現させることができるものがある。
ボムの特殊効果一覧
- タイムボム：残り時間が2秒増える。
- スターボム：経験値が10Exp加算される。
- コインボム：10コインのボーナスが付く。
- スコアボム：ボム爆破時のスコアが2倍になる。

### FEVER
画面中央下部にあるフィーバーゲージが一杯になると、残り時間が5秒増え、画面が暗くなる。この状態をフィーバータイムと呼ぶ。この状態のときにツムを消すと、得点が3倍になり、コンボ受付時間が無制限になる。

### スキル
プレイ前にマイツムとして設定したツムを消すと、画面左下のマイツムが描かれた四角いアイコンに黄色いゲージが溜まっていく。これをスキルゲージと呼ぶ。スキルゲージが一杯になると、スキルゲージのアイコンを押すことでマイツムに設定したツム固有のスキルを発動することができる。スキルを発動するとスキルゲージが空にリセットされる。スキルで消去したツムは再びスキルゲージへと溜まる。

### 大ツム
プレイ中に、たまに大きいツムが出てくることがある。このツムを消すと、普通ツムの5個分消したことになる。この大ツムも、特殊ボムと同じように、ツムのスキルを発動することで意図的に大ツムを出現させることができるものがある。

### Last Bonus（ラストボーナス）
ボムまたは発動可能な状態のスキルを残してタイムアップとなった場合、「ラストボーナス」が発動する。ボムが残っている場合、通常の要領でボムが自動で爆発する。また、スキルゲージがマックスである場合は、スキルは発動されないが、登場中のツムからランダムに選ばれた1種類のツムがすべて消え、そのツムの数や種類に応じて得点やコインが加算される。

### マジカルタイム
タイムアップになった際、5ルビーまたはマジカルタイムチケットを使用してプレイタイムを10秒延長することができる。もう少しでハイスコアを更新できそうな場合や、イベントミッションをクリアできそうな場合は自動的にマジカルタイムを使用するか選択するウィンドウが表示される他、タイムアップ時に残り時間の表示に重なって一定時間表示される「+」ボタンを押すことによってもこの選択ウィンドウを開くことができる。

## ハート・ルビー・コイン・メダル
ゲームプレイ中以外にも様々な場面で利用するアイテムなどがある。

### ハート
1プレイにつき1つ消費する。「ハート」がなくなるとプレイできなくなる。「ハート」は15分毎に1つ自動で回復する。最大5つまで自動回復し、6つ以上は回復しない。所持可能制限数はない。ハートが0の状態で最大まで回復させるには75分かかるが、自動回復以外にも様々な方法で手に入れることができる。
- CMを見る：ハート＋１
- メールボックス内のCMを見る：ハート＋1〜5
- LINEの友だちから届いたハートを受け取る：ハート＋1（1時間以内の受け取りで200コインのボーナス）
- LINEの友だちにおねだりし、承諾される：ハート＋1
- LINEの友だちからのおねだりに応える：ハート＋1
- ミッションビンゴカードの報酬：ハート＋5〜7
- イベントカードの報酬：ハート＋2〜5
- スター宝箱の報酬：ハート＋3〜5
- アイテムショップでの購入：30分フリープレイ（2,000メダル）

ハートはルビーを消費して交換することもできる。ルビーで交換できるハートの数は以下の通り。交換できる量は不定期に増量セールすることがある。
- ハート5個：5ルビー
- ハート20個：15ルビー（ボーナスとして5ハート）
- ハート50個：30ルビー（ボーナスとして20ハート）

### ルビー
このゲーム内での通貨。所持可能制限数はない。コインの交換やマジカルタイムを発動するのに必要。ルビー自体を手に入れるには基本は課金することになるが、様々なイベントカードやミッションビンゴをクリアしたりレベルアップするなど、課金以外でも様々な方法で無料で手に入る。ルビー自体を購入するのに必要な金額は以下の通り。大量のルビーを購入するほど、ボーナスとして貰えるルビーが増える。不定期で増量サービスを実施。
- 25ルビー：￥320
- 70ルビー：￥800（ボーナスとして＋5ルビー）
- 150ルビー：￥1,500（ボーナスとして＋30ルビー）
- 300ルビー：￥2,900（ボーナスとして＋70ルビー）
- 460ルビー：￥4,200（ボーナスとして＋130ルビー）
- 800ルビー：￥7,000（ボーナスとして＋260ルビー）
- 1,300ルビー：￥10,800（ボーナスとして＋460ルビー）

課金以外で手に入れる方法
- レベルアップする（1・3・5・10ルビー）
- イベントカードやミッションビンゴを達成する（獲得可能なルビーの数は異なる）
- 「今日のミッション」を達成して得られる「スター宝箱」の報酬から一定の確率[12]で排出する
- メールBOX内のCM報酬から一定の確率で排出する（1ルビー）

### コイン
このゲーム内での通貨。所持可能制限数はない。アイテムの使用やボックスの購入、ツムのレベル上限解放の際に必要。プレイ中に4つ以上のツムを同時に消すことで得られるほか、イベントカードやミッションビンゴで手に入ることもある。また、ルビーから交換することもできる。1プレイで手に入れられるコインは無制限。
ルビーとの交換で得られるコインの枚数は以下の通り。
- 6,000コイン：10ルビー
- 39,600コイン：60ルビー（ボーナスとして＋3,600コイン）
- 86,400コイン：120ルビー（ボーナスとして＋14,400コイン）
- 195,000コイン：250ルビー（ボーナスとして＋45,000コイン）

### メダル
このゲーム内の通貨。所得可能制限数は50万メダルまでだが、上限に達する前のプレイで超過した分とルビーと交換した分は上限を超えても取得できる。アイテムストアでの交換やプレミアムBOX＋の購入に必要。プラスツムをマイツムに設定したときのプレイ中にツムを消去すると確率で得られるほか、イベントカードやひろばイベントの報酬、今日のミッションの達成などでも手に入れられる。
ルビーとの交換で得られるメダルの枚数は以下の通り。
- 2,000メダル：10ルビー
- 13,200メダル：60ルビー（ボーナスとして1,200メダル）
- 28,800メダル：120ルビー（ボーナスとして4,800メダル）
- 65,000メダル：250ルビー（ボーナスとして15,000メダル）

## アイテム
LINE：ディズニー ツムツムのアイテムは豊富であり、色々なアイテムがある。アイテムはコインで買ったり、ミッションをクリアした報酬でもらうなど様々な方法で手に入る。アイテムの種類は「基本アイテム」、「BOX」、「チケット」がある。BOXに出現するツムに関してはアップデートによって新しく追加される場合がある。

### 基本アイテム
プレイ開始前にアイテムを使うことで、ゲームを有利に進めることができる。
+Score（500コイン）
プレイ結果にスコアボーナスが付く。プレイ終了時にスコアの10%が加算される。
+Coin（500コイン）
プレイ結果にコインボーナスが付く。プレイ終了時にコインが倍率に応じて加算される。ボーナス倍率は、1.1〜51倍で、ランダム。
+Exp（500コイン）
プレイ結果に経験値ボーナスが付く。プレイ終了時に経験値の10%が加算される。
+Time（1000コイン）
プレイ時間を5秒プラスした状態（1プレイ＝65秒）でプレイ開始となる。
+Bomb（1500コイン）
通常は7チェーンだが、6チェーン以上繋ぐことによりマジカルボムが出現する。
ツム5→4（1800コイン）
プレイ中に登場するツムの数が通常の5種類から4種類に減る。
+Combo（1200コイン）
プレイ中、コンボが途切れない。

### チケット
種類によって様々な効果が得られる。ミッションビンゴカード、イベントカード、ひろばイベントなどの報酬、アイテムストアでの購入で入手できる。
アイテムチケット
各基本アイテムの使用時にコインを消費する代わりに使用する。プレイ開始時に1枚消費し、使用後は取り戻すことができない。
+Coinチケット以外のアイテムチケットが一式になったものをアイテムチケットセットという。
ハピネスチケット
ハピネスBOXの購入時にコインを消費する代わりに使用する。
プレミアムチケット
ハピネスチケットと同様プレミアムBOXの購入時にコインを消費する代わりに使用する。
レベルチケット
ツム1体に対してツムレベルのゲージを上げるために使用する。複数枚まとめて使用することができる。ツムレベルが上限に達するまで使用上限はない。
スキルチケット
ツム1体に対してスキルレベルのゲージを上げるために使用する。複数枚まとめて使用することができる。スキルレベルが最大に達するまで上限はない。また、アイテムストア限定ツムに対しては使用することができない。
マジカルタイムチケット
プレイでタイムアップになったときにマジカルタイムに突入する際、5ルビーを消費する代わりに使用する。

## ツムの獲得
ツムは主にゲーム中のツムツム ストアでゲームのコインを消費してBOXまたはガチャから獲得する（「購入」と表現される）。
この他には、イベントやミッションビンゴ、ログインボーナス等の進捗の度合いによっても獲得できることがあり、この場合は基本的にはメールボックスを経由して受け取ることになる。
イベント等の進捗によってのみ獲得可能なツムや、購入可能な期間が限定されるツムがある。
既に持っているツムを獲得した場合はスキルレベルのゲージが上がり、このゲージが100%になるとスキルレベルが上がる。
既にスキルレベルがMAXになっているツムをメールボックスから受け取ろうとすると、ツムの代わりにスキルチケットが改めてメールボックスに入れられる。

### BOXの種類
ハピネスBOX
1回の購入で10,000コインまたはハピネスチケット１枚を消費する。「ミッキー&フレンズ」「チップとデール」「くまのプーさん」シリーズに登場するキャラクターのハピネスツムを入手できる。スキルの最大レベルは3。
プレミアムBOX
1回の購入で30,000コインまたはプレミアムチケット１枚を消費する。多様なスキルを持ったキャラクターのプレミアムツムを入手できる。
プレミアムツムのスキルの最大レベルは通常6。種類によっては最大スキルレベルやスキルアップに必要なツムの数が異なるツムも存在する。
イベントの開催に合わせ、曲やボイスを含む限定ツムを月に4-6種類追加し、新ツムの登場中は期間限定で出現率アップを実施。
セレクトBOX
1回の購入で30,000コイン消費する。プレミアムボックスのセレクトツムが廃止された代わりに、2017年12月4日に初登場した。
過去に登場した期間限定ツムを中心にラインナップ。曲やボイス付ツムもこのボックスからの出現となる。
ラインナップのテーマによってBOXの見た目が変化することがある。
通常は12種類のラインナップとなるが、BOXの種類によっては10種類、26種類と様々である。月に2〜3回程度不定期に開催される。
ピックアップガチャ
中身が見えるベンダーマシン。1回の購入で30,000コイン消費する。
通常月に2回程度不定期に開催されるピックアップガチャは、予め決まった15体のツムの集合から抽選されたツムを獲得し、獲得したツムは抽選対象から除外される。そのため、購入できる回数の上限が決まっており、表示されているツムはこの上限回数以内に必ず獲得できることになる。
ピックアップガチャの中のツムを全てGETするとラスト賞がもらえる。ラスト賞はスキルチケットと曲つき限定ツムの2種類ある。スキルレベルが既にMAXになっているツムが抽選対象に含まれる場合は、すべてプレミアムチケットで代替され、ガチャの中身の表示にも反映される。開催期間中にツムの購入やスキルチケットの使用等によってスキルレベルがMAXになった場合も同様。
プレミアムBOX＋
1回の購入で10,000メダル消費する。それまでに実装されているプラスツムのほか、その月の新ツム、プレミアムBOXに実装されているツム、期間限定のプレミアムツムが計22種類ラインナップされる。
その月の新ツムの出現確率がプレミアムBOX内で2.00%のツムに関しては、プレミアムBOX＋での出現確率は2.00%とされる。
いずれのBOX(ガチャ)も抽選対象からランダムに抽選されたツムが獲得できる。スキルレベルがMAXに達しているツムは抽選対象から外される。抽選対象のツムがこれによって無くなった場合はBOXの購入ができなくなる。

## スキル
プレイ中にマイツムを消すと「スキルゲージ」と呼ばれるメーターが貯まっていく。
スキルゲージがMAXになるとスキルを発動でき、プレイを優位に進める様々な効果が得られる。(スキル発動に必要なツム消去数はキャラクターごとに異なる。)スキル効果はキャラクターによって様々で、大きく分けて消去系・変化系・特殊系ツムの3種類に分類される。更には、通常のツムに加えて『チャーム付きツム』や『ペアツム』に『おまけ効果付きツム』、『セットツム』、『プラスツム』といった特殊効果を持つツムも存在する。

### 消去系スキル
特定範囲のツムを消去する。範囲は様々で、ミッキー・ウッディ・ピートなどの画面中央、グーフィー・チェシャ猫・メーターなどのランダム、ダンボ・マイク・クラッシュなどの縦方向、プルート・ティンカー・ベル・スカーなどの横方向、オラフ・野獣・ジャック・スパロウなどの斜め方向・サリー（ナイトメア）・ルークなどのクロス・アリエル・アースラなどのサークル・フランダーの往復など種類は豊富である。

### 変化系スキル
ツムが別のものに変わる。ミニー・デイジー・チップ・デールといった高得点ツム変化、サリー（モンスターズ・インク）・ベイマックスといった大ツム変化などがある。

### 特殊系スキル
上記2つに当てはまらないもの。プーや白うさぎは時間を止め、レディは一定時間コイン獲得量増加、マレフィセントは一定時間周りを巻き込んでツムを消す、雪の女王エルサやマスカレードマレフィセントのように、周りを氷や茨でまとめて消す、ラプンツェルやシンデレラは違うツム同士を消せるなど、個性的なスキルがある。

#### ハピネスツム一覧
| ツムの種類             | スキル一覧                                     |
| ---------------------- | ---------------------------------------------- |
| ミッキー               | 画面中央のツムを消すよ！                       |
| ミニー                 | ミニーと一緒に消せる高得点ミッキーが出るよ！   |
| ドナルド               | 少しの間1つでもせるよ！ツムを消せるよ！        |
| デイジー               | デイジーと一緒に消せる高得点ドナルドが出るよ！ |
| グーフィー             | ランダムでツムを消すよ！                       |
| プルート               | 横ライン状にツムを消すよ！                     |
| チップ                 | チップと一緒に消せる高得点デールがでるよ！     |
| デール                 | デールと一緒に消せる高得点チップがでるよ！     |
| プー                   | 少しの間時間が止まるよ！                       |
| ピグレット             | 少し時間が増えるよ！（オート発動）             |
| ティガー               | ランダムでツムを消すよ！                       |
| イーヨー               | ランダムでイーヨーが増えるよ！                 |
| ルー                   | 縦ライン状にツムを消すよ！                     |
| クリストファー・ロビン | タップで風船が破裂してツムを消すよ！           |
| ラビット(一応ハピネス) | でてきたニンジンをタップ 周りを消すよ          |

#### プレミアムツム（プレミアムBOX内の一部）
| ツムの種類               | スキル一覧                                                  |
| ------------------------ | ----------------------------------------------------------- |
| スティッチ               | 縦ライン状にツムを消すよ！                                  |
| スクランプ               | 使うたびに何が起こるかわからない！                          |
| エンジェル               | 少しの間2種類だけになるよ！                                 |
| ウッディ                 | 画面中央のツムを消すよ！                                    |
| バズ・ライトイヤー       | 十字状にツムを消すよ！                                      |
| ジェシー                 | 画面中央のツムを消すよ！タップ中は範囲が広がるよ！          |
| ロッツォ                 | 画面下のツムをまとめて消すよ！                              |
| レックス                 | 数カ所でまとまってツムを消すよ！                            |
| アリス                   | 画面中央に大きなアリスがでるよ！                            |
| 白うさぎ                 | 少しの間時間が止まるよ！                                    |
| チェシャ猫               | ランダムでツムを消すよ！                                    |
| ヤングオイスター         | 画面下にヤングオイスターが増えるよ!                         |
| マイク                   | 縦ライン状にツムを消すよ！                                  |
| サリー (Monster)         | 大きなサリーが発生するよ！                                  |
| ランドール               | 少しの間ランドールが消えるよ！                              |
| バンビ                   | 数か所でまとまってツムを消すよ！                            |
| とんすけ                 | 画面中央のツムを消すよ！                                    |
| ミス・バニー             | ランダムでボムが発生するよ！                                |
| エルサ                   | 下からツムを凍らせてまとめて消せるよ！                      |
| アナ                     | 一緒に消せるエルサがでるよ エルサは周りも消すよ！           |
| オラフ                   | 斜めライン状にツムを消すよ！                                |
| スヴェン                 | 横ライン状にツムを消すよ！                                  |
| サプライズエルサ         | でてきた雪だるまをタップ 周りのツムを消すよ！               |
| バースデーアナ           | 一緒に消せるエルサがでるよ エルサは周りも消すよ！           |
| アリエル                 | サークル状にツムを消すよ！                                  |
| フランダー               | 横ライン状にツムを消すよ！                                  |
| セバスチャン             | ランダムでツムを消すよ！                                    |
| トリトン王               | 縦ライン状にツムを消すよ！                                  |
| ラプンツェル             | 違うツム同士をつなげて消せるよ！                            |
| パスカル                 | パスカルが他のツムに変わるよ！                              |
| 野獣                     | 斜めライン状にツムを消すよ！                                |
| ベル                     | ハート状にツムを消すよ！                                    |
| マックィーン             | タップ方向にクルマが走ってツムを消すよ！                    |
| メーター                 | ランダムでツムを消すよ！                                    |
| ジャスミン               | 横ライン状にツムを消すよ！                                  |
| アラジン                 | アラジンと一緒に消せる高得点アリ王子が出るよ！              |
| ジーニー                 | 使うたびに何が起こるかわからない！                          |
| ピノキオ                 | 2種類のツムをまとめて消すよ！                               |
| ベイマックス             | ランダムでツムが大きくなるよ！                              |
| マレフィセント           | つなげたツムと一緒にまわりのツムも消すよ！                  |
| ダンボ                   | 縦ライン状にツムを消すよ！                                  |
| ティンカー・ベル         | 横ライン状にツムを消すよ！                                  |
| レディ                   | 少しの間ツムからコインがたくさんでるよ！                    |
| マリー                   | ランダムでボムが発生するよ！                                |
| オーロラ姫               | 一定時間一緒に消せるフィリップ王子がでるよ！                |
| 白雪姫                   | でてきた七人のこびとをタップ 周りのツムを消すよ！           |
| ナラ                     | ナラと一緒に消せる高得点シンバが出るよ！                    |
| シンバ                   | 画面中央のツムを消すよ！                                    |
| スカー                   | 横ライン状にツムを消すよ！                                  |
| アースラ                 | サークル状にツムを消すよ！                                  |
| 女王                     | 出てきたリンゴをタップ ライン状にツムを消すよ！             |
| マレフィセントドラゴン   | つなげたツムと一緒にまわりのツムも消すよ！                  |
| フィニック               | 縦ライン状にツムを消すよ！                                  |
| ニック                   | ランダムでツムを消すよ！                                    |
| ジュディ                 | タイミングでタップ 中央のツムを消すよ！                     |
| シンデレラ               | 少しの間違うツムをつなげて消せるよ                          |
| フェアリー・ゴッドマザー | 一緒に消せるシンデレラがでるよ！シンデレラは周りも消すよ！  |
| マッドハッター           | でてきた帽子をタップ 周りのツムを消すよ！                   |
| ハートの女王             | でてきた兵士をタップ 周りのツムを消すよ！                   |
| ドリー                   | Z字状にツムを消すよ！                                       |
| ニモ                     | 横ライン状にツムを消すよ！                                  |
| クラッシュ               | 縦ライン状にツムを消すよ！                                  |
| クルエラ                 | S字ライン状にツムを消すよ！                                 |
| フック船長               | 縦ライン状にツムを消すよ！                                  |
| ジャファー               | クロスライン状にツムを消すよ！                              |
| モアナ                   | 横ライン状にツムを消し ライン上のモアナがボムに変わるよ！   |
| マウイ                   | 使うたびに何が起こるかわからない！                          |
| ヘラクレス               | 横ライン状にツムを消すよ！                                  |
| フィリップ王子           | 画面中央のツムをまとめて消すよ！                            |
| ハデス                   | 十字状にツムを消すよ！                                      |
| ガストン                 | 横ライン状にツムを消して 少しの間ガストンがたくさん降るよ！ |
| ルミエール               | フィーバーがはじまりランダムでツムを消すよ！                |

## イベント

### ミッションビンゴカード
カード1枚につき24のミッションが出され、これをクリアすると印がつき、1列ビンゴでハート・ルビー・コインや様々なアイテムを獲得できる。1枚のカードのすべてのミッションをクリアするとハピネスチケットやプレミアムチケット、スキルチケット、ツムなどを獲得できる。
2025年5月16日時点で47枚のカードが公開されている。

### イベントカード
不定期に開催されるイベント。ミッションビンゴカードなど別のカードをプレイ中の場合は中断した後、イベントカードで遊ぶことができる。最近は月の始まりから月末まである、通称「月間イベント」、月の終わりにその月に出たツム、指定のツムなどの条件に沿ったツムを使って遊ぶ、通称「月末イベント」がある。これらのイベントをやることで、アイテムを手に入れることができる。
また、イベントカードを中断し、ミッションビンゴカードなどの別のカードに戻ることもできる。

## アーケード版
アーケード版『ディズニー ツムツム』は、2014年10月にロケテストが行われ、2015年3月18日より稼働開始。発売元はコナミアミューズメント（2016年10月まではコナミデジタルエンタテインメント）。
シングルプレイの他にも、対戦プレイと多人数による協力プレイを搭載し、アーケード版ならではの機能として、風船を割ると小ツムが出現する「バルーン」、ツムを消すたびに回転する「グルグル」モードが搭載されている。

### スマートフォン版からの変更点
- データの保存はe-AMUSEMENT PASSを使用して行う。
- 筐体からカプセルトイの「ツムマスコット」を購入し読み込ませることで、ゲームに登場させることが可能。
- 筐体の内部ハードウェアはPCベース（OSはKONAMI Windows Embedded 7）を使用。

## ディズニー ツムツム フェスティバル
『ディズニー ツムツム フェスティバル』は、バンダイナムコエンターテインメントより2019年10月10日に発売されたゲームソフト。
従来のパズルゲームに加え、オンラインまたはオフラインでの最大4人同時プレイが可能なミニゲームを多数収録している。
全国のディズニーストアにあるPOP広告やポスターに記載されたQRコードをスマートフォンで読み込むと、『ユニベアシティ』のキャラクター「ホイップ」「パフィー」のツムがゲーム内で使用可能となるダウンロード番号を入手できる。また、ディズニー映画『シュガー・ラッシュ』に登場したバンダイナムコエンターテインメントのキャラクター「パックマン」のツムも無料でダウンロードできる。

## ツムツムスタジアム
『ツムツムスタジアム』とは、LINEが2020年内にリリースすると発表したパズルゲーム。略称はツムスタ。
従来のツムツムとは違い、リアルタイムで他の参加者と競い合うサバイバルゲームとなり、マイツムを2個設定することができる。プレイヤーは自身のアバターとなるツム顔を作り、アイコンにして対戦する。

2020年3月13日から、ツムツムスタジアムのクローズドβ版テストが行われ、その後2020年9月29日に正式リリースされた。
2022年5月30日には、同年9月30日をもってアプリのサービスを終了することを発表した。

## アニメ
『ツムツム』は、Dlife（BS258ch、無料）およびディズニー・チャンネル（BS256ch、有料）で放送されていた、1話2分間のフルCGショートアニメーション。
2014年12月12日～24日の期間限定で放映された「クリスマツム」が好評だったため、翌年からDlifeにてレギュラー放映が決定した。
Dlifeでは2015年3月22日、ディズニー・チャンネルでは同月28日より放送開始。ポリゴン・ピクチュアズとウォルト・ディズニー・ジャパンの共同制作で、スタッフのほとんどが日本人である。効果音と擬音のみで使用され、台詞は一切用いられていない。3クールまで製作され、YouTubeでも視聴が可能。
ちなみに、各エピソードに隠れミッキーが描かれており、それを見つけるのが醍醐味にもなっている。
2017年8月23日、MovieNEX よりDVDが発売。2014年12月の限定も含まれた34話が収録。
その後、アニメをベースとした絵本も発売されている。

## 【公式】『LINE：ディズニー ツムツム』ちゃんねる
LINE：ディズニー ツムツムの公式YouTubeチャンネル。
ツムツムの最新情報などが公開される。また、2021年5月7日から10月9日までツムツム初心者の3人が高得点を目指す「ツムツム魂」が投稿された。
出演:重盛さと美、ユアサ(宣伝担当)、市川美織、前山翼早、鈴木拓(番組MC)、天の声